# The First Crusade
The First Crusade – składające się z fragmentów koncertów, teledysków, wywiadów itp. wydawnictwo szwedzkiego zespołu Hammerfall. Najpierw  (w 1999 roku) wydano je na kasecie VHS, a trzy lata później na płycie DVD.

## Spis treści
1. Introduction
2. "Steel Meets Steel"
3. "Glory To The Brave"
4. "HammerFall"
5. Introducing: Magnus Rosen
6. "Steel Meets Steel"
7. "Glory To The Brave"
8. "The Making Of Glory To The Brave"
9. "Ravenlord" (cover Stormwitch)
10. "The Metal Age"
11. Nominated For The Swedish Grammy Award
12. "Stone Cold"
13. "Listening Session"
14. "German TV Advertisement"
15. "Releaseparty For Legacy Of Kings"
16. "Head Over Heels"
17. "Balls to the Wall" (cover Accept)
18. "Breaking the Law" (cover Judas Priest)
19. Outtakes and Sign Off

## Twórcy
- Joacim Cans - śpiew
- Stefan Elmgren - gitara, śpiew
- Oscar Dronjak - gitara
- Magnus Rosén - gitara basowa
- Patrik Räfling - instrumenty perkusyjne